# U-Bahn Jinan
Die U-Bahn Jinan (chin. 济南地铁 Pinyin Jǐnán Dìtiě oder 济南轨道交通, Jǐnán Guǐdào Jiāotōng) ist die U-Bahn der Stadt Jinan in der chinesischen Provinz Shandong. Die erste Strecke wurde 2019 eröffnet. Langfristig werden neun Linien mit 331 Kilometern Gesamtlänge und 155 Stationen angestrebt. Davon sollen sechs Linien im Stadtgebiet und drei Linien in den Vororten verlaufen. Das Ziel ist, dass im Jahr 2020 60 % aller Personentransporte mit dem öffentlichen Verkehr geschehen, und dass der schienengebundene Verkehr 15 % davon abdeckt.

## Netz

### Linie 1
Die Linie 1 führt in Nord-Süd-Richtung durch die westlichen Außenbezirke der Stadt. Am 9. Januar 2015 wurde der Bau einer 26,4 km langen Strecke mit neun Stationen von der Staatlichen Kommission für Entwicklung und Reform genehmigt. Dafür wurden Investitionen von knapp 12 Milliarden Yuan und eine Bauzeit von 2015 bis 2019 veranschlagt. Am 1. Januar 2019 wurde die Strecke mit elf Stationen und 26,2 km Länge, wovon 9,9 km im Tunnel verlaufen, in den Probebetrieb genommen und am 1. April der Fahrgastbetrieb aufgenommen. Es werden Vierwagenzüge eingesetzt, die Stationen sind bereits ausreichend dimensioniert für sechs Wagen.

### Linie 2
Die Linie 2 verläuft in west-östlicher Richtung durch Jinan und verbindet dabei die Linien 1 und 3 miteinander. Sie ist die erste vollautomatische U-Bahn-Linie Jinans. Am 9. Januar 2015 wurde der Bau dieser 35,2 km langen Strecke mit 14 Stationen von der Staatlichen Kommission für Entwicklung und Reform genehmigt. Dafür wurden Investitionen von 19,9 Milliarden Yuan und eine Bauzeit von 2015 bis 2019 veranschlagt. Die Linie wird seit der Eröffnung im März 2021 mit sechsteiligen Fahrzeugen des Typs B betrieben und ist für eine Höchstgeschwindigkeit bis 120 km/h ausgelegt. Im November 2018 stimmte die Kommission einer Verlängerung der Strecke um 1,2 km und einer Erweiterung auf 19 Stationen zu. Das Budget wurde um 2,9 Milliarden Yuan aufgestockt.

### Linie 3
Die Linie 3 führt in Nord-Süd-Richtung durch den Osten Jinans. Am 9. Januar 2015 wurde der Bau des ersten 19 Kilometer langen Abschnitts mit elf Stationen von der Staatlichen Kommission für Entwicklung und Reform genehmigt. Dafür wurden Investitionen von 11,8 Milliarden Yuan und eine Bauzeit von 2016 bis 2019 veranschlagt. Die Inbetriebnahme fand am 28. Dezember 2019 statt. Die Linie wird mit sechsteiligen Fahrzeugen des Typs B betrieben und ist für eine Höchstgeschwindigkeit bis 120 km/h ausgelegt. Im November 2024 folgte eine Verlängerung um 12,7 Kilometer und fünf Stationen zum nordöstlich gelegenen Flughafen.